# Драчевиця (Нережища)
Драчевиця (хорв. Dračevica) — населений пункт у Хорватії, у Сплітсько-Далматинській жупанії у складі громади Нережища.

## Населення
Населення за даними перепису 2011 року становило 89 осіб.
Динаміка чисельності населення поселення:

## Клімат
Середня річна температура становить 15,10 °C, середня максимальна – 27,95 °C, а середня мінімальна – 2,53 °C. Середня річна кількість опадів – 779 мм.
| Клімат поселення                              | Клімат поселення | Клімат поселення | Клімат поселення | Клімат поселення | Клімат поселення | Клімат поселення | Клімат поселення | Клімат поселення | Клімат поселення | Клімат поселення | Клімат поселення | Клімат поселення | Клімат поселення |
| Показник                                      | Січ.             | Лют.             | Бер.             | Квіт.            | Трав.            | Черв.            | Лип.             | Серп.            | Вер.             | Жовт.            | Лист.            | Груд.            |                  |
| Середній максимум, °C                         | 10,82            | 10,91            | 13,69            | 17,19            | 22,35            | 26,24            | 27,95            | 27,85            | 23,12            | 18,59            | 13,76            | 10,50            |                  |
| Середня температура, °C                       | 6,67             | 6,78             | 9,53             | 13,04            | 18,20            | 22,08            | 25,12            | 25,02            | 20,30            | 15,78            | 10,95            | 7,68             |                  |
| Середній мінімум, °C                          | 2,53             | 2,62             | 5,40             | 8,90             | 14,06            | 17,94            | 22,30            | 22,21            | 17,48            | 12,95            | 8,12             | 4,85             |                  |
| Норма опадів, мм                              | 72               | 60               | 66               | 64               | 54               | 45               | 29               | 46               | 67               | 85               | 102              | 89               |                  |
| Середньомісячна швидкість вітру, м/с          | 3.42             | 3.65             | 3.71             | 3.42             | 3.00             | 2.71             | 2.76             | 2.60             | 2.94             | 3.12             | 3.84             | 3.80             |                  |
| Середньомісячна сонячна радіація, кДж/м²·день | 5635             | 8372             | 12048            | 16549            | 20487            | 23194            | 24899            | 21803            | 16199            | 10586            | 6069             | 4763             |                  |
| --------------------------------------------- | ---------------- | ---------------- | ---------------- | ---------------- | ---------------- | ---------------- | ---------------- | ---------------- | ---------------- | ---------------- | ---------------- | ---------------- | ---------------- |
| Джерело:                                      |                  |                  |                  |                  |                  |                  |                  |                  |                  |                  |                  |                  |                  |